# Глазовский государственный педагогический институт имени В. Г. Короленко
Гла́зовский госуда́рственный инженерно-педагоги́ческий университет и́мени В. Г. Короле́нко — высшее учебное заведение педагогического профиля, располагается в городе Глазове Удмуртской Республики. Основан в 1939 году, полное наименование — Федеральное государственное бюджетное образовательное учреждение высшего образования «Глазовский государственный инженерно-педагогический университет В. Г. Короленко», также ГИПУ, Короленковский университет. Является одним из старейших вузов Удмуртии.До июня 2023 года носил название "Глазовский государственный педагогический институт имени В.Г. Короленко" 

## История
Образован в соответствии с постановлением Совета Народных Комиссаров Удмуртской АССР от 21 февраля 1939 года № 168 как Учительский Институт в г. Глазове, которому приказом Министра просвещения РСФСР от 31 декабря 1946 г. № 1023 присвоено имя В. Г. Короленко.
В 1952 году преобразован в педагогический.
В 1969 году в нём было три факультета: физико-математический, русского языка и литературы, музыкально-педагогический. Для тех, кто учился без отрыва от работы было заочное отделение по специальностям: математика, русский язык и литература, педагогика и методика начального обучения.
В 1998 году открывается филиал ГГПИ в городе Ижевске. Также представительства института были открыты во всех педагогических колледжах Удмуртии: г. Можга (1999), г. Сарапул (1999), пгт Игра (1999), г. Воткинск (1999), пгт Ува (2002), с. Дебёсы (2001), пгт Яр (2005), пгт Балезино (2006).

## Структура
Учебным процессом в вузе руководят около 300 специалистов, среди которых 38 докторов наук и профессоров, 125 кандидатов наук.
Материальная база института включает в себя 3 учебных корпуса, 4 комфортабельных общежития, комбинат студенческого питания, 2 спортивных зала, 5 тренажерных залов, санаторий-профилакторий, библиотеку (в том числе 2 абонемента и 2 читальных зала). В декабре 2009 года в ГГПИ открылся музей истории института и педагогического образования в городе Глазове. Обучение в институте ведется по программам бакалавриата, специалитета, магистратуры и аспирантуры.

## Факультеты
- Математический факультет
- Филологический факультет
- Факультет педагогического и художественного образования
- Исторический факультет
- Факультет дошкольного образования
- Факультет иностранных языков
- Физический факультет
- Факультет социальных и информационных технологий
- Колледж информационных и социальных коммуникаций

В соответствии с указом Учёного совета института с 1 июля 2010 года, в целях оптимизации деятельности института и приведения его состава в соответствие со статусом, устанавливается следующий состав факультетов:
- Факультет информатики, физики и математики
- Факультет социальных коммуникаций и филологии
- Факультет педагогического и художественного образования
- Историко-лингвистический факультет

## Кафедры
- Кафедра математики и информатики
- Кафедра физики и дидактики физики
- Кафедра русского языка и литературы
- Кафедра педагогики и психологии
- Кафедра истории и социально-гуманитарных дисциплин
- Кафедра иностранных языков и удмуртской филологии
- Кафедра музыкального образования
- Кафедра дошкольного и начального образования
- Кафедра физической культуры и медико-биологических дисциплин